# Chambre ardente (tribunal)
Pour les articles homonymes, voir Chambre ardente.
La Chambre ardente a été à différentes époques en France un tribunal extraordinaire, créé pour juger les crimes concernant l'État. Cette commission donnée par le roi et relevant du parlement de Paris, a été appelée « chambre ardente », car ses audiences se tenaient dans une pièce tendue de noir et éclairée par des torches ou des bougies.

## Histoire
Sous le règne de François Ier, la Chambre ardente fut instituée en 1545 (la plus célèbre est fondée en 1547 sous Henri II) comme tribunal chargé de poursuivre les protestants français.
La Chambre ardente avait en charge la décision finale et l'exécution de la peine. Sous le roi Henri II, la Chambre ardente continua son action. Son successeur, François II, créa en 1559 pour chaque parlement une chambre spéciale du même nom chargée de superviser l'exécution des édits contre les hérétiques de 1555 et 1559. Ces chambres furent supprimées en mai 1560 par l'édit de Romorantin. De 1535 à 1560, les chambres ardentes avaient été les instruments typiques de la Contre-Réforme.
Le procès de Nicolas Fouquet pour péculat s'est tenu devant la Chambre ardente.
En 1679, Louis XIV, dans ce qu'on a appelé l'Affaire des poisons, créa une nouvelle Chambre ardente qu'on appela Cour des poisons ; sa tâche était d'enquêter sur les rumeurs qui avaient couru après l'exécution de la marquise de Brinvilliers (cette cour n'avait plus rien à voir avec les affaires de la Contre-Réforme). On affirmait qu'un vaste cercle d'empoisonneurs, réunis autour de Catherine Monvoisin (dite La Voisin), était responsable de la mort mystérieuse de certains membres de la noblesse française. Dans cette affaire furent impliquées de nombreuses personnes appartenant à toutes les couches de la société, entre autres le duc de Luxembourg, un des pairs de France. Il est vrai que l'on employait les méthodes les plus brutales pour obtenir des aveux. Cette chambre fut officiellement dissoute en 1682 après l'exécution des principaux accusés.
La Chambre ardente a de nouveau été réunie en 1716, sous la Régence, afin de vérifier les comptes des fermiers généraux : cette dernière fut aussi nommée « Chambre du visa ». Elle aboutit à de nombreuses condamnations pour malversation, péculat, avec restitutions. C'est par exécution d'un arrêt de restitution de la Chambre ardente que l'hôtel de Bourvallais, place Vendôme, a été confisqué au profit du Domaine de l'État pour devenir l'hôtel de la Chancellerie (ministère de La Justice).

## La Chambre ardente dans la littérature
Le poète E. T. A. Hoffmann fait allusion à la Chambre ardente de Louis XIV dans son récit Mademoiselle de Scudéry, ce qui lui permettait de critiquer de manière voilée la juridiction spéciale que l'on connaissait en Prusse et dont il avait l'expérience en tant que juge.
Ce tribunal a inspiré à l'écrivain américain John Dickson Carr l'un de ses plus célèbres romans policiers, La Chambre ardente (1937), adapté au cinéma par Julien Duvivier (1962) sous le même titre.
Dans son ouvrage sur Montaigne, Stefan Zweig cite, en français, la "Chambre Ardente".
La Chambre Ardente est mentionnée par Neal Stephenson dans Quicksilver, le premier tome de la trilogie The Baroque Cycle.

## Source de traduction
- (de) Cet article est partiellement ou en totalité issu de l’article de Wikipédia en allemand intitulé « Chambre ardente » (voir la liste des auteurs).